# Astéropée
Dans la mythologie grecque, Astéropée (en grec ancien Ἀστεροπαῖος / Asteropaîos) est un jeune chef des Péoniens lors de la guerre de Troie. Il est tué par Achille au cours d'un combat.

## Mythe
Astéropée était le fils de Pélagon, lui même fils du dieu fleuve Axios, et de la mortelle Périboia, fille d'Akessamenos.
Au début de l’Iliade, il vient d'aborder les rivages troyens — il n'est présent que depuis douze jours. 
Au chant XII, il collabore avec les Lyciens de Sarpédon et Glaucos, qui entame la brèche dont profite Hector pour sa percée. Au chant XXI, lors de l'aristie d'Achille sur les bords du Scamandre, il meurt juste après l'avoir blessé au coude du bras droit. Il se distingue parce qu'ambidextre : on le voit combattre une lance à chaque main. Il est le seul guerrier parvenu à blesser Achille, mettant ainsi fin à son aristie. Il charge Achille trois fois, mais celui-ci le tue en lui perçant le ventre à côté du nombril à la quatrième fois. 
Fort de cette victoire, Achille continue son carnage dans les rangs péoniens, tuant sept guerriers supplémentaires avant l'intervention du Scamandre. Les armes d'Astéropée, entre autres une cuirasse de bronze avec incrustations d'étain sur le pourtour et un poignard thrace avec sa gaine et son baudrier, deviendront des prix des jeux organisés par Achille lors des funérailles de Patrocle.